# Highlands
Pour les articles homonymes, voir Highland.
Ne doit pas être confondu avec Highland (council area).
Les Highlands (en français : Hautes-Terres ou Haute-Écosse ; en gaélique écossais : Gàidhealtachd ; en scots : Hielands) sont une région montagneuse située au nord et à l'ouest de la faille frontalière des Highlands qui traverse l'Écosse d'Arran jusqu'à Stonehaven. C'est une région géographiquement et historiquement isolée d'Écosse. 

## Toponymie
Highlands est un nom anglais qui signifie littéralement « hautes terres » en français, terme qui est parfois utilisé pour désigner la région. Il correspond plus ou moins au concept gaélique de Gàidhealtachd (ou Gaélie), nom féminin singulier en gaélique écossais, qui peut désigner tant la région géographique que l'ensemble des gens de culture gaélique.

## Géographie

### Situation, topographie
Cette région très peu peuplée et peu fertile est couverte de collines et de montagnes dont plusieurs sommets dépassent 1 000 mètres d'altitude, les monts Grampians au sud et les montagnes des Northwest Highlands au nord. Ainsi, le plus haut sommet d'Écosse et des îles Britanniques, le Ben Nevis, culmine à 1 345 mètres d'altitude dans les monts Grampians.
Ces deux massifs sont séparés par la faille géologique de Glen Mor dans laquelle s'étire le canal Calédonien qui relie la mer du Nord à la mer d'Écosse et, au-delà, à l'océan Atlantique. Ce canal traverse trois grands lacs : le loch Ness (célèbre pour son prétendu monstre), le loch Lochy et le loch Oich.
Inverness est la ville principale de la région, située au carrefour du canal Calédonien et de la voie ferrée du Far North Line (en) qui remonte vers le nord, en direction de Thurso et de Wick. Le massif est partagé entre plusieurs council areas dont celui de Highland.

### Géologie
Les Highlands se trouvent au nord et à l'ouest de la ligne de faille des Highlands, qui court de l'île d'Arran à Stonehaven. Cette partie de l'Écosse est largement composée de roches du Cambrien et du Précambrien qui ont été soulevées au cours de l'orogenèse calédonienne. De plus petites formations de gneiss au nord-ouest sont âgées de trois milliards d'années. Des grès forment les couches supérieures des Torridon Hills comme le Liathach.
Ces fondations sont entrecoupées d'intrusions de roches magmatiques plus récentes, dont les restes forment des massifs comme les Cairngorms et le Cuillin sur Skye. Les vieux grès rouges présents notamment le long du Moray Firth, qui présentent des fossiles, constituent une exception notable. Enfin, les couches du Jurassique qui se trouvent de manière isolée sur Skye et Applecross reflètent la complexité de la géologie. Elles sont une des sources majeures de pétrole en mer du Nord. Le Great Glen est une faille transformante qui divise les monts Grampians au sud-est et Highlands du Nord-Ouest,.
Toute la région a été recouverte par un inlandsis au cours du Pléistocène, à l'exception possible de quelques nunataks. La géomorphologie est marquée par des vallées glaciaires et des lochs creusés sous l'action des glaciers.

### Climat
Le climat des Highlands est océanique modérément frais sur les côtes avec des hivers frais mais adoucis par l'océan (température tournant vers −5 °C à 5 °C en moyenne) et des étés frais (7 °C le matin et 15 °C l'après-midi). L'intérieur des terres subit une nuance continentale voire montagnarde, plus particulièrement sur la façade est où les températures atteignent fréquemment −15 °C l'hiver (lors des vagues de froid à −30 °C voire −40 °C sur les plus hauts sommets) et 20 °C à 4 °C en fonction de l'altitude et de l'exposition (les étés sont plus chauds et les hivers plus froids sur la partie orientale).

### Faune et flore

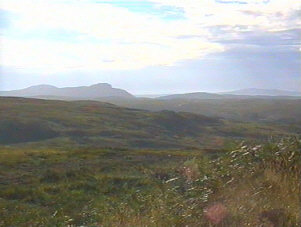
Paysage des Highlands.

Le paysage classique des Highlands est la lande couverte de bruyère ou de fougères et parsemée de rochers énormes et de lacs (lochs) aux eaux très claires. Les vallées profondes (les glens) ont été façonnées par les glaciers qui ont aussi découpé la côte ouest en fjords (également appelés lochs en écossais) semblables à ceux de Norvège. Par endroits le sol imperméable est marécageux et couvert de tourbières. Une flore et une faune particulière se sont développées dans ce milieu très humide et balayé par les vents froids. Les falaises escarpées par endroits abritent toutes sortes d'oiseaux marins. Dans les terres, on trouve une importante population de cervidés.

## Histoire
Jusqu'à la fin du XVIIIe siècle, les Highlands sont une région pauvre et traditionaliste, peu influencée par les Lumières écossaises et la révolution industrielle qui secouent les Lowlands.
La religion joue un rôle central dans les Highlands. Longtemps après le triomphe de l'Église d'Écosse dans les Lowlands au XVIe siècle, les habitants des Highlands s'accrochent encore à l'Église catholique. L'isolement de la région et le manque de clergé gaélicisant rend les efforts des missionnaires vains. La fin du XVIIIe siècle voit un tournant avec l'activisme de la Society for Promoting Christian Knowledge et la perturbation de la société clanique traditionnelle engendrée par la bataille de Culloden en 1746. Pourtant, au XIXe siècle, les églises évangéliques libres, qui acceptent plus facilement le langage et la culture gaéliques, gagnent rapidement de l'influence.
L'époque des guerres napoléoniennes, de 1790 à 1815, apporte prospérité et optimisme dans les Highlands. L'industrie du kelp, la pêche, le textile et des grands projets, comme celui du canal Calédonien amènent de la croissance économique. Sur la côte est, les propriétés agricoles sont améliorées et la hausse des prix du bétail apporte des revenus. L'Armée séduit les jeunes hommes. Le gros bétail est remplacé par du petit bétail (des moutons). La grande famine irlandaise atteint les Highlands en 1846 et provoque un exode, renforcé par une forme de regroupement familial. Les chefs de clans choisissent qui doit migrer, où et dans quel ordre.
La peintre animalière Rosa Bonheur se rend en Écosse à l'été 1855, et s'est beaucoup intéressée à l'élevage des moutons.

Les Moutons de Rosa Bonheur
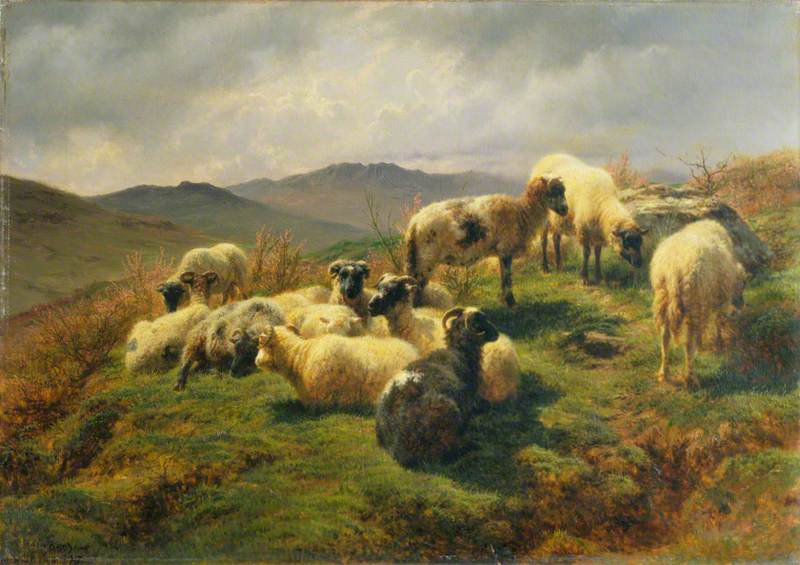
Moutons dans les Highlands, 1857 Wallace Collection, Londres
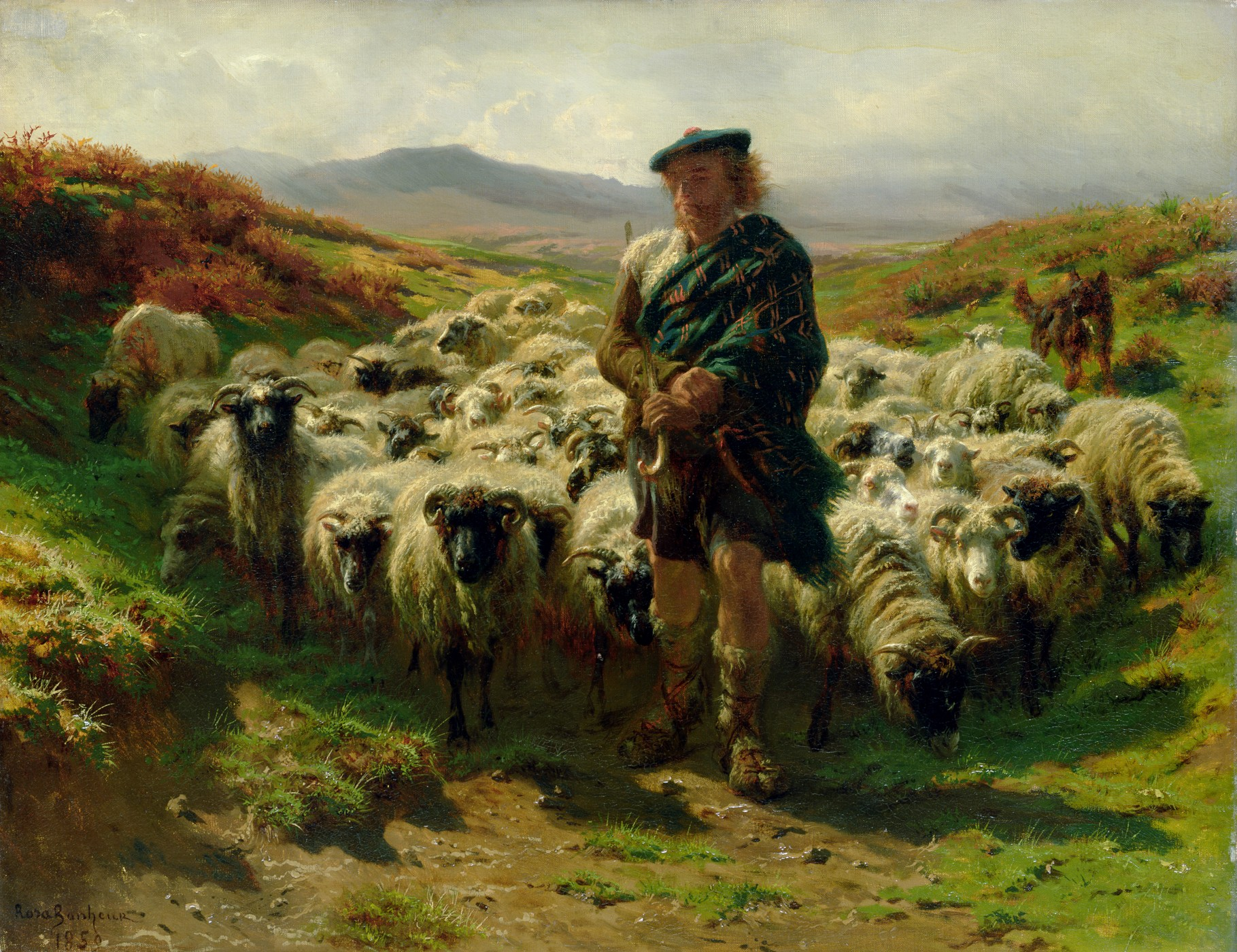
Le Berger des Highlands, 1859 Kunsthalle de Hambourg
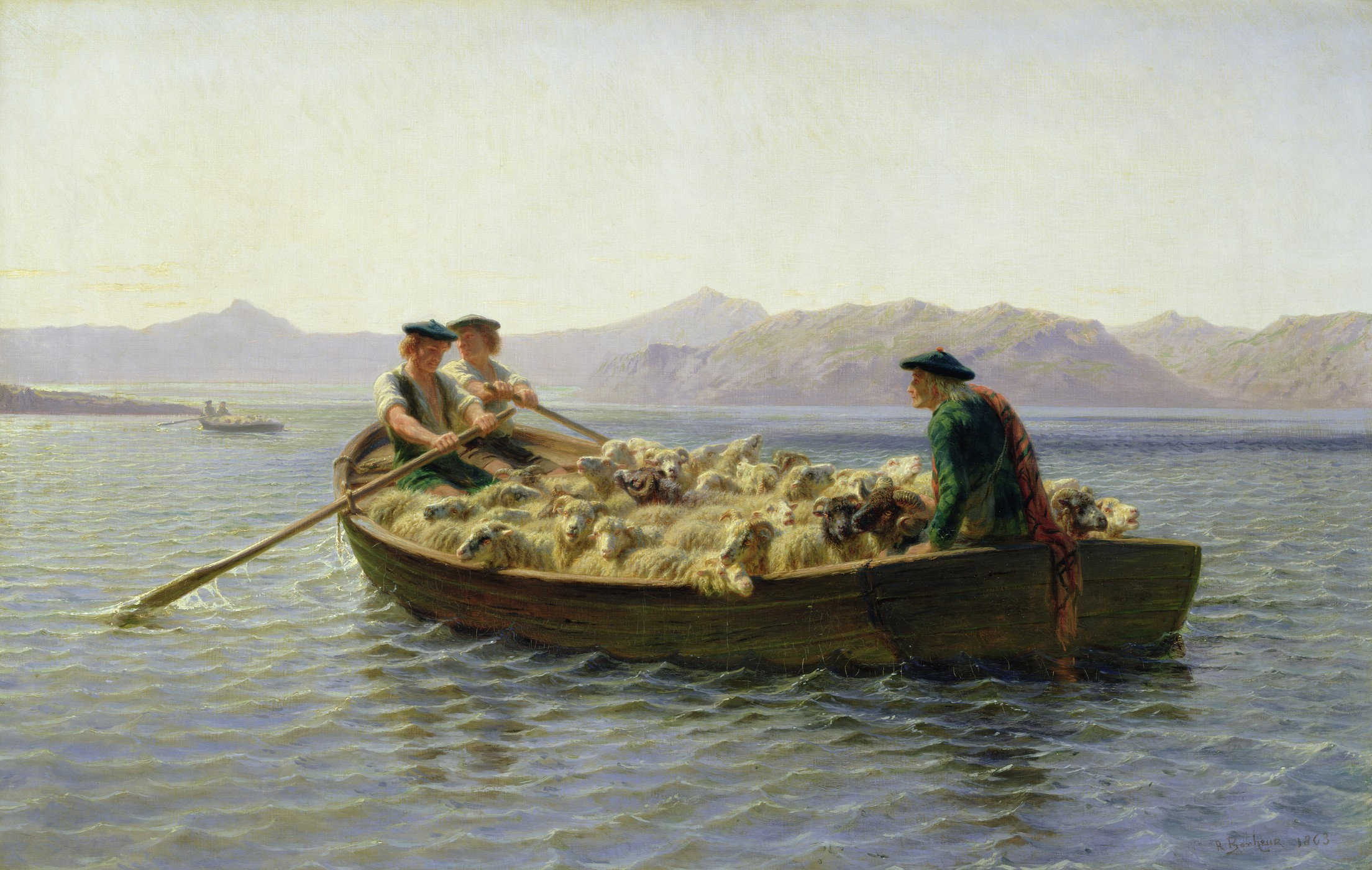
Changement de pâturage, 1863 Kunsthalle de Hambourg
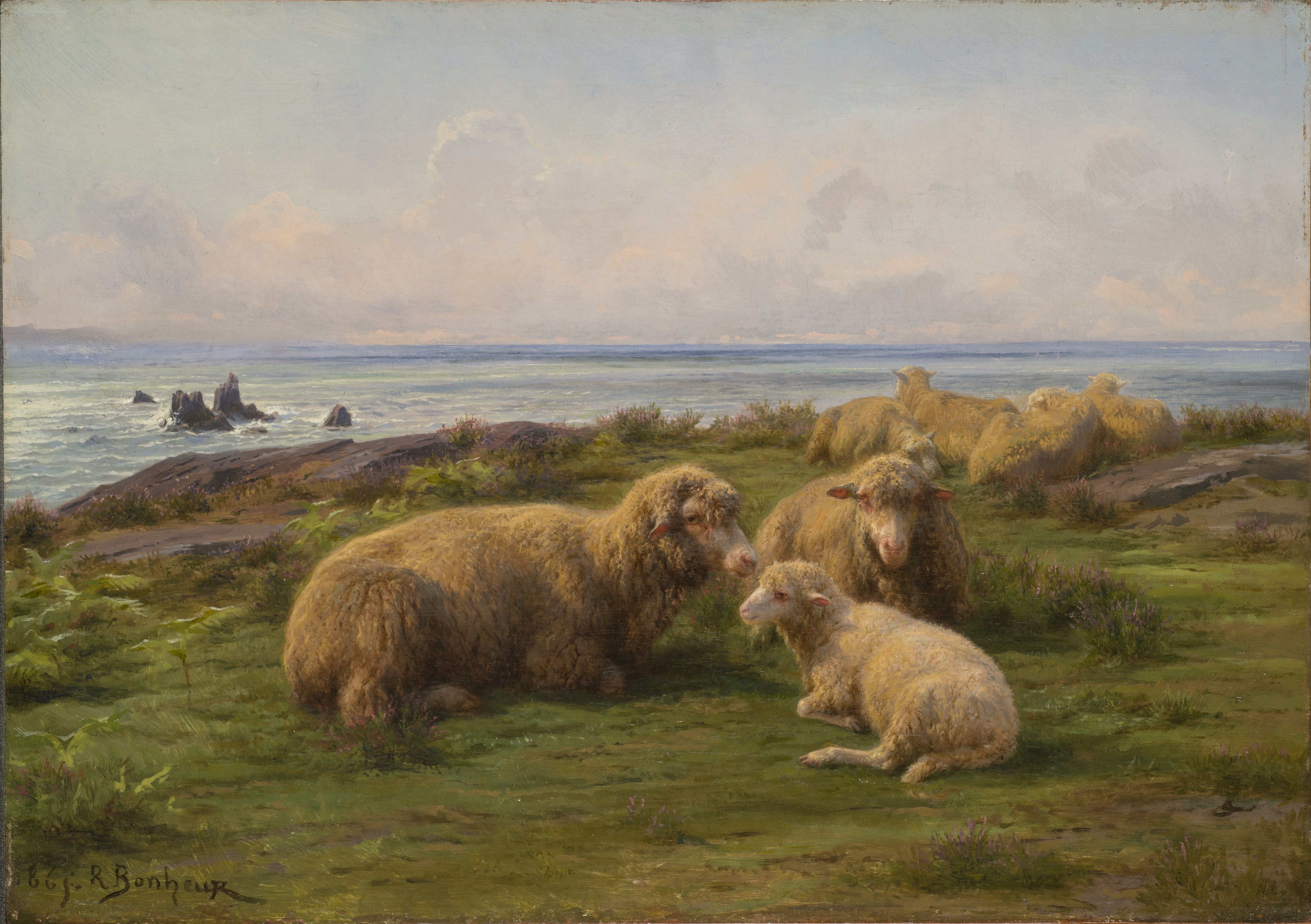
Moutons au bord de la mer, 1865 National Museum of Women in the Arts, Washington

Dans les années 1880, les fermiers se soulèvent contre les grands propriétaires terriens. Une vague de violence apparaît sur l'île de Skye lorsque les grands propriétaires transforment leurs terres pour les moutons et les cervidés. Contrairement à l'Irish Land War (en) à la même époque, où les Irlandais étaient fortement politisés et influencés par un nationalisme irlandais, la dimension politique est peu présente dans les Highlands. Trois candidats paysans sont élus en 1885 au Parlement et, malgré quelques mesures obtenues, ils sombrent dans l'oubli à partir de 1892 et apportent leur soutien au Parti libéral.

## Activités

### Agriculture
La région a donné son nom à la race bovine highland, reconnaissable à son long poil et à ses longues cornes.

### Tourisme

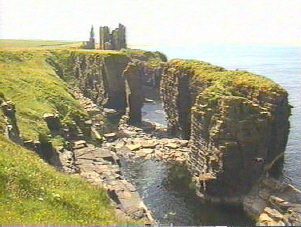
Château de Sinclair et Girnigoe.

De nombreux châteaux féodaux, comme le château de Sinclair et Girnigoe accroché à sa falaise, rappellent la résistance que les Écossais ont opposée aux envahisseurs venus aussi bien de Scandinavie que d'Angleterre.

## Dans la culture populaire
L'école fictive de Poudlard se trouve dans les Highlands dans la saga Harry Potter.
La série de romans Le Chardon et le Tartan, qui a donné lieu à la série télévisée Outlander, reprend une partie de l'histoire écossaise dans un récit dont les premiers tomes se déroulent dans les Highlands. Les tomes suivants voient, notamment, le développement de la diaspora des montagnards écossais sur les territoires de la Caroline du Nord, aux pieds des Appalaches.
Dans La Guerre des clans, les auteures regroupées sous le pseudonyme d'Erin Hunter, se sont inspirées de ce lieu pour créer les territoires des Clans.
Dans le film de fantasy-action américano-britannique Highlander, sorti en 1986, Christopher Lambert joue le rôle du guerrier Connor MacLeod des Highlands écossaises, connu sous le nom du « Highlander », l'un des nombreux guerriers immortels de cette histoire qui ne peuvent être tués que par décapitation.